# Pedicia (Crunobia) staryi
Pedicia (Crunobia) staryi is een tweevleugelige uit de familie Pediciidae. De soort komt voor in het Palearctisch gebied.